# Premières
Premières is een plaats en voormalige gemeente in het Franse departement Côte-d'Or (regio Bourgogne-Franche-Comté) en telt 109 inwoners (2009). De plaats maakt deel uit van het arrondissement Dijon. Premières is op 28 februari 2019 gefuseerd met de gemeente Collonges-lès-Premières tot de gemeente Collonges-et-Premières. 

## Geografie
De oppervlakte van Premières bedraagt 3,2 km², de bevolkingsdichtheid is dus 34,1 inwoners per km².
De onderstaande kaart toont de ligging van Premières met de belangrijkste infrastructuur en aangrenzende gemeenten.

## Demografie
Onderstaande figuur toont het verloop van het inwonertal (bron: INSEE-tellingen).